# Méliphage à oreillons gris
Lichmera incana
Espèce
Statut de conservation UICN

 LC  : Préoccupation mineure
Le Méliphage à oreillons gris ou suceur (Lichmera incana) est une espèce de passereaux de la famille des Meliphagidae.

## Description
Il mesure de 13 à 17 cm de long, les mâles étant plus gros que les femelles. Le plumage est principalement vert mat dessus et brun-gris avec une teinte olive dessous. Les joues sont gris argenté et la couronne gris foncé. Le bec noir est long et légèrement courbé vers le bas; les pattes sont gris-bleu. Les juvéniles sont plus pâles que les adultes et n'ont pas les joues argentées.
Ce sont des oiseaux bruyants qui commencent à appeler avant l'aube. Ils ont un dur appel tchoo-tchoo-tchoo et un gazouillis.

## Distribution et habitat
C'est un oiseau commun dans la plupart de son territoire et on le trouve dans les plaines et les collines basses d'une variété d'habitats, notamment forêts, maquis, mangroves et jardins.
On trouve cette espèce en Nouvelle-Calédonie et au Vanuatu.

## Taxinomie

### Sous-espèces
D'après la classification de référence (version 5.2, 2015) du Congrès ornithologique international, cette espèce est constituée des cinq sous-espèces suivantes (ordre phylogénique) :
- Lichmera incana incana (Latham, 1790) — Grande Terre ;
- Lichmera incana poliotis (Gray, 1859) — îles Loyauté ;
- Lichmera incana mareensis Salomonsen, 1966 — Maré ;
- Lichmera incana griseoviridis Salomonsen, 1966 — centre du Vanuatu ;
- Lichmera incana flavotincta (Gray, 1870) — Erromango.

## Comportement

### Alimentation
Il se nourrit de la strate arbustive jusqu'à la canopée, se déplaçant de branche en branche à la recherche de fleurs dont il prend le nectar et le pollen. Il se nourrit aussi d'insectes et d'araignées qu'il cherche parmi les feuilles ou effectue des vols courts pour les attraper. Il plane parfois devant des fleurs ou des toiles d'araignée en quête de nourriture.

### Reproduction
La saison de reproduction dure généralement d'octobre à février. Le nid est fait principalement d'herbes et de fibres végétales, maintenues ensemble par des toiles d'araignée. Il est construit dans la fourche d'un arbre ou dans un buisson. La femelle pond deux œufs blancs avec quelques taches rougeâtres incubés pendant 14 jours. Les jeunes sont nourris d'insectes et d'araignées et quittent le nid après 12 jours.